# Граф Сен-Жермен
Граф Сен-Жерме́н (фр. Le Comte de Saint-Germain, умер 27 февраля 1784) — французский алхимик и оккультист. Происхождение графа Сен-Жермена, его настоящее имя и дата рождения неизвестны. Свободно владел испанским, португальским, итальянским и французским языками, понимал польский и английский, также знал арабский и древнееврейский. Обладал обширными познаниями в области истории и химии. Занимался «улучшением» бриллиантов, алхимическим получением золота. Выполнял дипломатические миссии, пользуясь одно время доверием короля Людовика XV. Чаще всего именовал себя графом Сен-Жерменом, хотя и представлялся иногда другими именами. С именем графа Сен-Жермена было связано множество вымыслов и легенд, во многом из-за которых он остался одной из самых загадочных фигур в истории Франции XVIII века.

## Внешность
Сен-Жермен был коренастым и широкоплечим мужчиной, по свидетельствам современников, одевался с «великолепной изысканной простотой» (барон де Глейхен), «скромно, но со вкусом» (г-жа дю Оссе, камеристка мадам де Помпадур).

## Биография

### Происхождение
Достоверных сведений о происхождении Сен-Жермена не существует. По наиболее распространённой версии — португальский еврей.
По оценке культуролога А. Ф. Строева, типичный авантюрист:

…человек без отчизны, без роду и племени, без возраста, подобно «бессмертному» графу Сен-Жермену, про которого так и неизвестно, испанец он, португальский еврей, француз или венгр, если не русский.— 
В письме датскому королю Фредерику V Сен-Жермен писал:

По мужской линии я веду свой род от младшего сына короля, царствовавшего в восьмом веке… Мои беды и беды тех, кто был свидетелем моего рождения, принуждают меня умолчать об Отчизне моей и подлинном Имени…— 
Ландграф Карл Гессенский передаёт со слов Сен-Жермена:

Он поведал мне о том, что, вне всякого сомнения, был плодом брачного союза князя Ракоци из Трансильвании с первой его женой по имени Текели. Совсем ещё ребёнком отдан он был на попечение в дом последнего герцога де Медичи (Джовано Гасто — великого герцога Тосканского — последнего представителя знаменитого флорентийского рода), который обожал младенца и укладывал его на ночь в своей опочивальне. Когда же подросший Сен-Жермен узнал о том, что два его брата, сыновья принцессы Гессен-Ванфридской (Рейнфельсской), оказались подданными императора Карла VI и получили по титулу, называясь отныне Санкт-Карлом и Санкт-Элизабетом, то решил наречь себя Sanctus Germano, то есть Святым Братом. Я, конечно же, не обладаю достаточными сведениями, чтобы доказать его высокое происхождение, однако о могущественном покровительстве герцога де Медичи, оказанном Сен-Жермену, я премного осведомлён из другого источника.— 
Чезаре Канту, библиотекарь главного Миланского книгохранилища, имевший доступ к Миланским архивам, также сообщает в своём труде «История Италии», что Сен-Жермен был сыном князя Ракоци Трансильванского, и что ему покровительствовал последний великий герцог Тосканский из рода Медичи, который и дал Сен-Жермену хорошее образование в Сиенском университете.
Сен-Жермен также слыл внебрачным сыном португальского короля либо принцессы Пфальц-Нейбургской, вдовы последнего испанского Габсбурга Карла II.
Граф Карл фон Кобленц в письме от 8 апреля 1763 года к первому министру Кауницу:

Мне он (Сен-Жермен) показался самым оригинальным из всех людей, которых я имел счастье знать ранее. О происхождении его я затрудняюсь говорить с уверенностью. Однако, я вполне допускаю, что он может быть отпрыском весьма известной влиятельной фамилии, по той или иной причине скрывающий своё происхождение. Обладая огромным состоянием, он довольствуется весьма малым и живёт очень просто и незатейливо. Ему известны, по-видимому, все науки. И вместе с тем в нём чувствуется человек справедливый и порядочный, обладающий всеми достойными похвалы душевными качествами.— 
Сен-Жермен, как утверждается в «Chroniques de l’Oeil de Boeuf», говорил графине де Жанлис: «Семи лет от роду я прятался в лесах, и за мою голову была назначена награда. В день моего появления на свет моя мать, которую мне так и не суждено было больше увидеть, повязала мне на руку талисман со своим портретом». Сен-Жермен, как сообщает автор, показал этот портрет собеседнице.

### Путь в Париж
С 1737 по 1742 год Сен-Жермен находился в Персии при дворе Надир-шаха. Ф. В. фон Бартольд, а также Ламберг заявляли, что здесь он занимался научными исследованиями.
В 1745 году, согласно письму английского писателя Хораса Уолпола (1717—1797), в Англии Сен-Жермен был арестован по подозрению в шпионаже в пользу якобитов, а затем освобожден. В газетах тех времен сообщалось о произошедшем недоразумении. Невиновность его была доказана, а после освобождения он был приглашен на обед к лорду Харрингтонскому, секретарю министерства финансов и казначею Парламента.
С 1745 по 1746 года Сен-Жермен жил в Вене, где занимал высокое положение. Его лучшим другом был премьер-министр императора Франца I, принц Фердинанд Лобковиц. Он же познакомил его с французским маршалом Бель-Илем, посланным королём Людовиком XV с миссией к Венскому двору. Бель-Иль и пригласил Сен-Жермена посетить Париж.
Между 1750 и 1758 годами снова не раз бывал в Вене, где занимался делами не только короля Франции, но и Карла Лотарингского.
В 1757 году военным министром маршалом графом Бель-Илем был представлен великосветскому парижскому обществу. В Париже в число близких друзей Сен-Жермена входила принцесса Иоганна Елизавета Ангальт-Цербстская (мать российской императрицы Екатерины II), а также немецкий дипломат на датской службе барон Карл Глейхен и маркиз д’Урфе. Барон Глейхен «последовательно прельщался всеми великими чудотворцами» своего времени.
Датский посол во Франции граф фон Ведель-Фрис 24 декабря 1759 года писал своему министру: «Я не могу в точности сказать Вам, Милостивый государь, кто он в сущности такой. Его не знает никто или почти никто. Он провёл здесь многие годы, оставаясь при этом неразгаданным».

### Дипломатическая миссия во время Семилетней войны
В начале 1760 года граф Сен-Жермен был отправлен королём в Гаагу с секретной миссией. Барон де Гляйхен сообщает, что французский маршал Бель-Иль в разгар Семилетней войны старался заключить сепаратный договор с Англией и Пруссией и разбить тем самым альянс между Францией и Австрией, который держался на авторитете министра иностранных дел Франции — Шуазёля. Людовик XV, как и госпожа Помпадур, в тайне от Шуазёля поддержал намерения Бель-Иля посредством собственной разведки — Секрета короля, часто вступавшего в конфликт с МИД. Маршал приготовил все необходимые рекомендации. Король же лично вручил их Сен-Жермену вместе со специальным шифром.
Важным доказательством политической деятельности Сен-Жермена является дипломатическая переписка между генералом Йорком, английским представителем в Гааге, и лордом Холдернессом — в Лондоне, которая, как сообщает Купер-Оукли, находится в архивах Британского Музея. Генерал Йорк в своём письме от 14 марта 1760 года писал, что разговаривал с Сен-Жерменом о возможном заключении перемирия между Францией и Англией. На это его уполномочили Людовик XV, мадам де Помпадур и маршал Бель-Иль. В ответ лорд Холдернесс по поручению короля Великобритании Георга II сообщил что «Сен-Жермен действительно может оказаться уполномоченным к ведению подобных переговоров… Мы также заинтересованы в этом, ибо нам важно все то, что способствует скорейшему продвижению к желанной цели…».
Министр саксонского двора в Гааге Каудербах сообщал, что беседовал с Сен-Жерменом о причинах трудностей, постигших Францию. По словам Каудербаха, Сен-Жермен был поверенным маршала Бель-Иля, на что имел верительные письма. Сен-Жермен намеревался осуществить планы маршала и мадам Помпадур по заключению договора с Англией через посредничество Голландии, и что для этого у Сен-Жермена установлены отношения с графом Бентинком, президентом Совета Полномочных Представителей провинции Голландии. Находясь в Голландии, Сен-Жермен 11 марта 1760 года написал письмо мадам Помпадур, в котором говорил: «Вам должна быть также известна моя преданность Вам, мадам. Поэтому приказывайте, и я — к Вашим услугам. Вы можете установить в Европе мир, минуя утомительные и сложные манипуляции Конгресса…».
Французский посол в Голландии граф д’Аффри в донесениях Шуазелю писал о финансовых проектах Сен-Жермена и о том, что тот хотел добиться для Франции огромного займа. По данным П. Андремона, сумма должна была составить 30 миллионов флоринов; денежные дела, с его точки зрения, служили прикрытием дипломатических интриг.
Прусский король Фридрих II Великий заинтересовался предложением Сен-Жермена, однако удивлялся, что послом выбран именно человек, «которого иначе как авантюристом не назовёшь» (qu’on ne saurait envisager que comme aventurier). Впоследствии Фридрих писал о нём: «В Лондоне появился ещё один политический феномен, которого никто не мог понять. Этот человек был хорошо известен под именем графа Сен-Жермена. Он состоял на службе у французского короля и находился в столь большой милости у Людовика XV, что тот подумывал о предоставлении ему в дар Шамборского дворца».
Проведав о миссии Сен-Жермена, Шуазель «настоял на публичном дезавуировании Сен-Жермена и высылке его из Голландии». Из письма английского генерала Йорка к лорду Холдернессу от 4 апреля 1760 года: «Герцог Шуазельский, похоже, предпринимает отчаянные попытки дискредитировать этого человека (Сен-Жермена) и помешать его вмешательствам в дела государственной важности». Из письма посла Франции в Голландии д’Аффри герцогу Шуазёлю от 5 апреля 1760 года: «Если нам не удастся хоть чем-то его (Сен-Жермена) дискредитировать, то он будет весьма для нас опасен, особенно в сложившейся ситуации».
В итоге Людовик XV отменил полномочия Сен-Жермена. В официальном заявлении посла д’Аффри, опубликованном 30 апреля 1760 года говорится, что «Его величество приказывает объявить этого авантюриста человеком, не заслуживающим доверия» («reclamer cet aventurier comme un homme sans aveu»).
Шуазёль написал д’Аффри (10 мая 1760 года): «Я успел уже познакомиться в некоторых газетах с Вашим представлением против так называемого графа Сен-Жермена. Его, как мне думается, стоит поместить в какой-нибудь французской газете, чтобы эта публикация завершила нашу операцию по дискредитации авантюриста…».

### Алхимия и другие проекты. Двойники и подражатели
Мадам Оссе в своих мемуарах описала случай, как Сен-Жермен по просьбе короля устранил дефект у алмаза, чем привел того в восторг. На вопросы короля «граф ничего толком не ответил. Однако он подтвердил, что умеет увеличивать жемчужины и придавать им особый блеск». Этот алмаз король оставил себе на память. Также она утверждала что «его Величество, видимо, совсем ослеплен талантами Сен-Жермена и временами говорит о нём, словно о человеке высочайшего происхождения»
Граф Сен-Жермен писал Петру Ивановичу Панину, предлагая ему открыть секрет производства золота.
Другой знаменитый авантюрист Джакомо Казанова, соперник Сен-Жермена, которого он называл «чёрным» и критиковал в памфлетах, писал о Сен-Жермене: «Этот необычайный человек (Сен-Жермен), прирождённый обманщик, безо всякого стеснения, как о чём-то само собою разумеющемся, говорил, что ему 300 лет, что он владеет панацеей от всех болезней, что у природы нет от него тайн, что он умеет плавить бриллианты и из десяти-двенадцати маленьких сделать один большой, того же веса и притом чистейшей воды».
В своих мемуарах Казанова описал случай, когда ему пришлось в последний раз встретить Сен-Жермена. Это произошло в Турне, в доме самого графа. Граф попросил у Казановы монету, тот дал ему 12 су. Бросив на неё маленькое чёрное зернышко, Сен-Жермен положил монету на уголь и разогрел его с помощью паяльной трубки. Спустя две минуты раскалилась и монета. Через минуту она остыла, и Сен-Жермен дал её Казанове. «Я стал рассматривать монету. Теперь она была золотой. Я ни на миг не усомнился в том, что держал в руках свою монету <…> Сен-Жермен просто не мог незаметно подменить одну монету другой». Затем добавляет: «Та монета действительно выглядела золотой, и два месяца спустя в Берлине я продал её фельдмаршалу Кейту, проявившему большой интерес к необычной золотой монете в 12 су».
Позже, в соответствии с мемуарами Казановы, граф предлагал ему превратить в мужчину маркизу д’Юрфе, страстно желавшую этого (и что не получилось у самого Казановы), а также вылечить Казанову от сифилиса, но тот отказался.
После всех своих заявлений Казанова добавляет: «Как ни странно, как будто помимо моей воли, безотчетно граф изумляет меня, ему удалось меня поразить…»
В 1759—1760 годах Сен-Жермен обращался к мадам де Помпадур и датскому королю Фредерику V с рядом проектов, где предлагал соорудить непотопляемый быстроходный корабль без парусов и безоткатное скорострельное орудие, которым сможет управлять один человек:

Великие знания позволяют мне творить великие дела. Я совершенно свободен и совершенно независим; но добродетельный и любезный Король Датский своими истинно королевскими добродетелями покорил меня. Я страстно желаю полезно и чудесно служить ему. Среди прочих великих предприятий, которые я задумал для него, я обещаю отправить его королевский стяг на семипушечном адмиральском корабле в Восточную Индию за месяц или даже скорее, не усложняя конструкцию судна, которому не будут страшны ни Опасности, ни обыкновенные морские Невзгоды… и самое чудесное, что на нём не будет мачт, кроме дозорной, ни парусов, ни матросов, ибо любой человек будет годен для этой чудесной и новой Навигации. Я обогатил это удивительное Изобретение пушкой, которая не дает отдачи и потому не нуждается в лафете на Колёсах, которая стреляет в десять раз быстрее, чем любая другая, за тот же Промежуток Времени, которая не разогревается вовсе, которая прицельным выстрелом надвое расщепляет веревку или Волос, и обслуживать которую может один Человек с удивительной Быстротой; к тому же она стреляет дальше, занимает очень мало места и другими великими преимуществами обладает.
В сопровождающей это послание переписке датский посол фон Ведель-Фрис и министр иностранных дел фон Бернсторф замечали:

«его проекты показались мне столь обширными, чтобы не сказать парадоксальными, что я хотел избавиться от него, но настойчивые его просьбы принудили меня уступить…» и: «мы, Милостивый государь, не ценим любителей тайн и проектов; как нам представляется, честь Короля настоятельно требует, чтобы публика не подумала, что Его Величество приближает к себе подобных людей…»— 
Из «Мемуаров» Казановы:

Граф предоставлял дамам притирания и косметику, которые делали их краше. Сен-Жермен не вселял в них надежду на омоложение, скромно признавая здесь своё бессилие, но обещал, что они хорошо сохранятся благодаря его настою.— 
По воспоминаниям барона Глейхена, Сен-Жермен рассказывал о Франциске I с подробностями, которые мог знать только очевидец, и, заворожив слушателей, проговаривался: «И тут я сказал ему…».
В это же время у Сен-Жермена появились в Париже подражатели и «двойники»:

Некий парижский повеса, известный как «милорд Гауэр», был неподражаемым мимом и шатался по парижским салонам, выдавая себя за Сен-Жермена, естественно сильно окарикатуренного. Однако, многими людьми эта потешная фигура воспринималась за настоящего Сен-Жермена.— 
Из воспоминаний барона Глейхена:

Выдумывались и второстепенные персонажи, например, старый слуга графа. Кардинал де Роан как-то услышал рассказ об ужине у Понтия Пилата, обращаясь к камердинеру «Сен-Жермена», вернее, к тому, кто выдавал себя за него, спросил правда ли это. На что тот ответил: «О нет, монсеньор, это было ещё до меня. Ведь я служу г-ну графу всего 400 лет…»— 
1 января 1760 года некто «Золтыкоф Альтенклинген», «швейцарский дворянин, по крови московит», отправил из Амстердама императрице Елизавете Петровне письмо на французском языке с предложением открыть в России мыловарные фабрики и исцелять все болезни при помощи тайного знания и алхимии. Он также предлагал увеличить доходы государства на 10 миллионов. Не лишено вероятности, что это письмо написано агентом или подражателем направлявшегося в это время в Амстердам Сен-Жермена, который также называл себя графом Салтыковым (почерк другой, но стиль весьма близок).

### Путешествие по Европе
Оставив в 1760 году Францию, Сен-Жермен отправился в Англию. И здесь Франция потребовала выдать ей Сен-Жермена, но также получила отказ.
В 1762 году, по легенде, восходящей к мемуарам барона де Глейхена, посетил Россию по приглашению художника Ротари, где якобы содействовал государственному перевороту, в результате которого на трон взошла Екатерина II, и будто бы дружил с А. Г. и Г. Г. Орловыми. Биограф Сен-Жермена П. Андремон допускает достоверность этого известия и пытается отождествить Сен-Жермена с итальянским авантюристом Джованни Микеле Одаром (ок. 1719-ок. 1773), действительно участвовавшим в дворцовом перевороте 1762 года, но с точки зрения Строева, такое тождество невозможно.
Известно, что между 1763 и 1769 годами у Сен-Жермена был годичный визит в Германию. Дьедонне Тьебо сообщает, что принцесса Амелия изъявила желание познакомиться с графом.
Между 1770 и 1773 годом Сен-Жермен шесть раз останавливался в Голландии, а именно в городах Убергене, Амстердаме и Гааге. В Гааге граф жил в старинном замке Цоргфлит, который стоял на том самом месте, где теперь построен Дворец мира. В 1773 году побывал в Мантуе.

### В Германии. Смерть Сен-Жермена
В 1776 году Сен-Жермен побывал в Лейпциге, где граф Марколини предложил ему высокий государственный пост в Дрездене. Сен-Жермен предложение не принял.
В 1777 году в Германии Сен-Жермен встречался с Д. И. Фонвизиным. 1 декабря 1777 года Фонвизин в письме родным назвал его «первым в свете шарлатаном», а 20 (31) марта 1778 года писал П. И. Панину: «Что ж надлежит до другого чудотворца, Сен-Жермена, я расстался с ним дружески, и на предложение его, коим сулил мне золотые горы, ответствовал благодарностию, сказав ему, что если он имеет столь полезные для России проекты, то может отнестися с ними к находящемуся в Дрездене нашему поверенному в делах. Лекарство его жена моя принимала, но без всякого успеха; за исцеление её обязан я монпельевскому климату и ореховому маслу».
В 1779 году обосновался в Эккернфёрде, в герцогстве Шлезвиг, у знаменитого покровителя алхимиков князя Карла Гессен-Кассельского. Согласно Ж. Ленотру, граф занимался теперь исследованиями, касающимися стойких красителей и лекарствами из трав. По словам Ленотра, Сен-Жермен, наконец, признался в том, что ему 88 лет.
В 1780 году граф задает банкет, на который приглашает светское общество Эккернферде, списках гостей так же значится Амори Дикерс, французский предприниматель, прибывший в Германию по делам.
Тут же, в герцогстве Шлезвиг 27 февраля 1784 года, как следует из записи, сделанной в церковной книге Эккернфёрде, Сен-Жермен умер. Карл Гессен-Кассельский в «Мемуарах о моём времени» подтверждает эту дату, хотя сам Карл в это время находился в Касселе.

### Авторство графа Сен-Жермена
Есть мнение, что Сен-Жермен является автором Пресвятой Тринософии (оккультного труда XVIII века). Однако иногда авторство приписывают другому авантюристу Эпохи Просвещения — графу Калиостро. Также в коллекции Мэри Палмер Холла хранятся несколько треугольных алхимических книг, которые тоже были написаны Сен-Жерменом или по крайней мере принадлежали ему.

### Граф Сен-Жермен и тайные общества
Дешан говорит о Сен-Жермене как о тамплиере. Сообщается также и о том, что Калиостро получил посвящение в рыцари тамплиеров от Сен-Жермена. Скандал вокруг Калиостро и ожерелья королевы в 1785 году привлёк внимание к Сен-Жермену как к «крёстному отцу» итальянского авантюриста: памфлетисты изображали масонскую, плутовскую и даже сексуальную инициацию Калиостро Сен-Жерменом и приписывали Сен-Жермену место в целой династии авантюристов, идущей с начала XVII века. Согласно Каде Сен-Жермен являлся странствующим тамплиером, путешествовавшим от ложи к ложе с целью установления и укрепления между ними духовных связей. Эпизоды своих легенд он заимствовал из агиографии розенкрейцеров.
В архивах Великого востока Франции Сен-Жермен (также как и Руссо) числится в списках членов масонской ложи «Saint Jean d’Écosse du Contrat social» с 18 августа 1775 по 19 января 1789 года.
Есть сведения о «появлении» графа Сен-Жермена на масонских собраниях в 1785 году, то есть позже общепринятой даты его смерти (см. выше).

### Имена и псевдонимы
В разных странах Европы граф Сен-Жермен использовал следующие имена: генерал Салтыков, князь Ракоши, граф Цароги, маркиз де Монферат, граф де Беллами, граф де Вельдон.

### Музыкальные сочинения
Значительная часть музыкальных произведений графа Сен-Жермена была опубликована при жизни автора в Великобритании. Высказывалась гипотеза, что на самом деле многие из них были созданы вне её территории и там только напечатаны. Эксклюзивное право на публикацию музыкальных произведений графа было первоначально предоставлено издательству Уолша (сохранился документ, подписанный Государственным секретарём Ньюкаслом от 27 ноября 1749 года).
Среди вокальных произведений Сен-Жермена: английские песни (соч. 4-7), итальянские арии (соч. 8-46). Связь между ними отсутствует, они не образуют циклов и не предназначены для несохранившейся оперы, несмотря на то, что некоторые из них носят подчёркнуто драматический характер. Иногда вокальные произведения были написаны на собственный текст. Высказывалось предположение, что они предназначались для занятий музыкой в качестве упражнений.
Инструментальные произведения графа: шесть трио-сонат для двух скрипок и basso continuo (соч. 47-52, они опубликованы в 1750 году в издательстве Уолша и имеют заголовок «Шесть сонат для двух скрипок с басом для клавесина или виолончели, написанные СССС Сен-Жерменом») и семь сольных сонат для скрипки и basso continuo (соч. 53-39, опубликованы в 1758 году уже в издательстве Дж. Джонсона).
По стилю Трио-сонаты и сольные скрипичные сонаты различны. Трио-сонаты имеют три или четыре части. Обычно последняя часть является медленной, написана в размере 3/4. Трио-сонаты написаны в стиле позднего барокко. Сольные сонаты для скрипки состоят всегда из четырёх частей: Adagio, Allegro, Andante и снова Allegro. Они выдержаны в стиле рококо. Basso continuo в них представляет собой только набор последовательных аккордов без самостоятельной мелодической линии. Присутствуют в изобилии трели и иные виртуозные элементы, часто избыточные. Документы также сообщают о графе Сен-Жермене как организаторе публичных концертов и скрипаче. Есть свидетельства о его близком знакомстве с Кристофом Виллибальдом Глюком, Франческо Саверио Джеминиани и другими крупными композиторами и музыкантами его времени.
Музыкальные произведения Сен-Жермена после длительного забвения были изданы в Лос-Анджелесе в 1981 году. Первый крупный публичный концерт, на котором исполнялись только произведения Сен-Жермена, состоялся 28 ноября 2002 года в прибалтийском городке Эккернфьорде. Сочинения графа исполнялись Ensemble Phoenix по инициативе виолончелиста Маттиаса Хан-Энгеля. Они неоднократно с тех пор записывались на DVD и CD. Наиболее значимым является издание произведений графа Сен-Жермена на трёх CD в интерпретации Ensemble Phoenix. В России Соната для скрипки и basso continuo до минор вошла в репертуар ансамбля «Солисты Екатерины Великой» (Санкт-Петербург).

### Работы о Сен-Жермене
Сен-Жермену посвящены монографии Л. А. Лангевельда «Граф де Сен-Жермен» и П. Андремона «Три жизни графа де Сен-Жермена».
Последней по времени из вышедших за рубежом книг о Сен-Жермене является опубликованная в 1995 году в Париже книга Патрика Ривьера «Тайны и мистерии оккультизма: Сен-Жермен и Калиостро».
В контексте культурного феномена авантюриста XVIII века жизнь Сен-Жермена рассматривается в работе А. Ф. Строева «Те, кто поправляет фортуну: авантюристы просвещения», изданной в 1997 году по-французски в «Presses Universitaires de France», а затем в 1998 году по-русски (подготовлена в отделе литератур Запада Института мировой литературы РАН).

### Оккультная и теософская версия биографии Сен-Жермена
Имеются рассказы о том, что Сен-Жермена видели после смерти в 1784 году, причём ему приписываются различного рода пророчества.
Согласно ряду данных, в 1785 году Сен-Жермен был одним из избранных представителей французских масонов, присутствовавших в Париже на Великом Конгрессе. Также французской стороной были представлены Лафатер, Луи Клод де Сен-Мартен, Жан-Батист Виллермоз, Месмер, Тузе-Дюшанто, Калиостро и другие. Однако, по данным исследования Шарля Порсе, конгресс филалетов, претендовавший на объединение французских и немецких масонов в поисках мистического знания, не получил согласие Калиостро на участие в нём, так как «Великий Копт» претендовал на подчинение всего масонства. В католическом источнике «Gli Eretici d’Italia» (1876) говорится о масонской конференции в Вильгельмсбаде близ Ханау в том же 1785 году, на которой тоже присутствовал Сен-Жермен. Это подтверждается и масонским источником «Freimaurer Bruderschaft in Frankreich».
Графиня д’Адемар в своих мемуарах утверждает, что Сен-Жермен якобы являлся ей и некоторым её знакомым неоднократно на протяжении всей жизни вплоть до 1820 года («при казни королевы, потом накануне 18 брюмера, потом на следующий день после гибели герцога Энгиенского, в январе 1815 года, накануне убийства герцога Беррийского»). Согласно рассказу графини д’Адемар, граф Сен-Жермен неоднократно предупреждал королеву Марию-Антуанетту о готовящейся революции. В 1843 году Франц Греффер описал встречу 1790 года своего брата Родольфа и барона Линдена с графом Сен-Жерменом в Вене. Между ними состоялся разговор, в котором Сен-Жермен якобы сообщил, что уезжает «в Константинополь, затем отправлюсь в Англию, где подготовлю два важнейших изобретения следующего века: паровоз и пароход. Они будут особенно нужны в Германии». А в конце добавил: «В конце нашего века я исчезну из Европы и вернусь в Гималаи. Там отдохну, мне нужен отдых. И вновь я появлюсь здесь через 85 лет».
Граф Сен-Жермен — почитаемая фигура среди оккультистов и теософов XX—XXI веков, которые считают его одной из важнейших фигур европейской истории XVIII века. Из этого круга вышла работа известного деятеля Теософского общества Изабель Купер-Оукли (1854—1914), под названием «Граф Сен-Жермен. Тайна королей». Первоначально отрывки из этого труда были опубликованы в «Лондонском теософском журнале» за 1897—1898 годы, а затем книга вышла полным изданием в 1912 году.
Работа Изабель Купер-Оукли снабжена солидным приложением в виде подборки архивных документов (деловая и дипломатическая переписка за 1747—1780 годы), связанных с именем загадочного графа. Изабель Купер-Оукли ссылается на завещание принца Ракоци, где упомянуты не двое, как в большинстве источников, а трое его сыновей: Санкт-Карл, Санкт-Элизабет и Карл Гесский, которого она отождествляет с Сен-Жерменом, находившимся под покровительством последнего Медичи. Исполнение завещания возлагалось на «герцога Бурбонского» (в действительности Бургундского, внука Людовика XIV), а также на герцога Менского и «герцога Шарлеруа-Тулузского» (в действительности графа Тулузского) — внебрачных сыновей Людовика XIV. Именно их попечению, согласно этому тексту, предоставил принц Ракоци своего третьего сына, которому полагалась внушительная доля наследства.
Французский писатель, владелец крупнейшего оккультного издательства «Шакорнак», главный редактор «Астрологического журнала» Поль Шакорнак написал книгу «Граф де Сен-Жермен», которая в предисловии заявлена как «самое исчерпывающее исследование на эту тему, из тех, что написаны на французском языке». Первое издание вышло в 1947 году, затем книга была дважды переиздана. Шакорнак утверждает, что обширный архив сведений, собранный о Сен-Жермене при Наполеоне III по приказу императора, сгорел во время Сентябрьской революции 1870 года.
Поль Шакорнак восстановил в деталях биографии нескольких современников Сен-Жермена, носивших то же имя, которых, с его точки зрения, часто путали с графом. Прежде всего, это граф Робер Клод-Луи де Сен-Жермен, французский министр, государственный секретарь по военным делам, фельдмаршал на службе датского короля, командор ордена Слона, генерал-лейтенант (1707—1778), прославившийся военными талантами и в 1775 году назначенный Людовиком XVI военным министром, после смерти маршала де Мюй. Шакорнак считает, что многие из известных эпизодов, участие в которых приписано графу Сен-Жермену, на самом деле рассказывают о министре.
Крупнейшие деятели теософского движения Е. П. Блаватская и Е. И. Рерих полагали, что эпитет «авантюрист», прилагаемый к Сен-Жермену, является инсинуацией, и что он действительно был учеником индийских и египетских иерофантов, знатоком тайной мудрости Востока.

…Что же предлагается в качестве доказательства, что Сен-Жермен был «авантюристом», что он стремился «играть роль чародея» или что он выманивал деньги у профанов. Здесь нет ни единого подтверждения, что он был кем-то другим, чем казался, а именно: обладателем огромных средств, которые помогали ему честно поддерживать своё положение в обществе. Он утверждал, что знает, как плавить маленькие бриллианты, чтобы сделать из них большие, и как преобразовывать металлы и подкреплял свои утверждения несметными богатствами и коллекцией бриллиантов редких размеров и красоты. Разве «авантюристы» такие? Разве шарлатаны наслаждаются долгие годы доверием и восхищением умнейших государственных деятелей и знати Европы? <…> Было ли что-нибудь обнаружено среди бумаг секретных архивов хоть одного из этих дворов, говорящих в пользу этой версии? Ни единого слова, ни одного доказательства этой гнусной клеветы никогда не было найдено. Это просто злобная ложь. То, как обошлись западные писатели с этим великим человеком, этим учеником индийских и египетских иерофантов и знатоком тайной мудрости Востока — позор для всего человечества. Точно также этот глупый мир обращался с каждым, кто, как Сен-Жермен, после долгих лет уединения, посвящённых изучению наук и постижению эзотерической мудрости, вновь посещал его, надеясь его сделать лучше, мудрее и счастливее…— Блаватская Е. П. Граф «Сен-Жермен»

Можно вспомнить, как шведский король Карл XII получил сильное предупреждение не начинать рокового похода против России, положившего конец развитию его государства. Со времени опубликования дневника графини д’Адемар, придворной дамы, состоявшей при злосчастной Марии Антуанетте, стал широко известен факт неоднократного предупреждения королевы путём писем и личного свидания, через посредство той же графини, о грозящей опасности стране, всему королевскому дому и многим друзьям их. И, неизменно, все эти предупреждения шли из одного источника, от графа Сен-Жермена, члена Гималайской Общины. Но все спасительные предупреждения и советы его принимались за оскорбление и обман. Он подвергался преследованиям, и ему не раз грозила Бастилия. Трагические последствия этих отрицаний всем хорошо известны".— Рерих Е. И. Письма.
В оккультных и теософских работах Сен-Жермен предстаёт как композитор, о его музыкальных сочинениях, многие из которых якобы хранятся в России, упоминают Шакорнак и первый вице-президент МОО «Международный центр Рерихов» Людмила Шапошникова.

## Образ в культуре
в классической литературе:
- А. C. Пушкин «Пиковая дама»: Сен-Жермен открывает тайну трёх карт графине Анне Федотовне.
- Мемуары Казановы[24] в 10 томах, 1789—1798.
- Умберто Эко, «Маятник Фуко»: автор уделяет немало внимания личности Сен-Жермена; один из главных героев выдаёт себя за Сен-Жермена.
- Жорж Санд, «Графиня Рудольштадт»: Сен-Жермен — один из персонажей.

в массовой литературе:
- Герман Кестен. Роман «Казанова», 1952: Сен-Жермен — один из персонажей.
- Ирина Сабурова. Фантастическая повесть-антиутопия «После», 1960: Сен-Жермен — один из главных персонажей.
- Борис Акунин. «Зеркало Сен-Жермена».
- Один из персонажей романа «Dragonfly in Amber» Дианы Гэбелдон, действие которого происходит в Париже XVIII века.
- Николай Дубов. «Колесо Фортуны»: роман о путешествии Сен-Жермена в Россию.
- Ирэна Тецлаф. «Граф Сен-Жермен. Свет во тьме»
- Михаил Ишков. «Сен-Жермен»
- Михаил Волконский. «Воля судьбы»: история восшествия на престол Екатерины II при участии Сен-Жермена.
- Граф прямо упоминается в романе Клода Фаррера «Дом Живых Людей» как хранитель секрета продления жизни, которым овладел его ученик-антагонист маркиз Гаспар.
- Один из персонажей романа об американской революции «Two Crowns for America» Кэтрин Куртц.
- Друг главного героя в романе «The Red Lion: The Elixir of Eternal Life» Марии Цепеш.
- Персонаж романа «The Sanctuary» Раймонда Хури.
- Челси Куинн Ярбро. «Отель „Трансильвания“», 1978. Мистический роман. Имя Сен-Жермен носит вечно живущий вампир, вступивший в борьбу против темных сил. Существует ещё около двух дюжин романов того же автора, продолжающих эту серию. См. о серии en:Count Saint-Germain (vampire).
- Персонаж романа «Королевский крест» Вадима Панова и один из хранителей Чёрной Книги.
- Прототипом главного героя романа Бульвер-Литтона «Занони», по мнению критиков, послужил Сен-Жермен.
- Один из героев исторического романа Э. Капандю «Рыцарь Курятника»
- Как князь Сенжер в романе К. Е. Антаровой «Две жизни»
- Главный герой в романе Мессадье Жеральд «Сен-Жермен. Человек, не желавший умирать».
- Эдвард Радзинский. Роман «Железная Маска и граф Сен-Жермен», 2010.
- В книге Дарьи Донцовой «Матрёшка в перьях» Вениамин Подольский утверждал, что является графом Сен-Жерменом.
- Один из персонажей трилогии «Таймлесс» (2009—2011) Керстин Гир, один из путешественников во времени, основатель тайной ложи в Темпле.
- Один из героев исторических романов А. Сарвы «Пророчество кровавой головы» (Wieszczba krwawej głowy), Сандомир 2017; «Кладбище Сен-Медар» (Cmentarz św. Medarda), Сандомир 2018
- В стихотворении Игоря Лощилова «Манят морок и обман…» (1993).

В кинематографе:
- «Molière pour rire et pour pleurer», 1965. Телесериал о Мольере, Сен-Жермен — один из персонажей.
- «Les Compagnons de Baal», 1965. Телесериал.
- «La Dame de pique», французская экранизация повести Пушкина
- «Пиковая дама» (1970). В роли графа — Александр Калягин
- «Bloodscent», 1995, фильм ужасов. Один из персонажей носит имя Сен-Жермен.
- «Le Collectionneur des cerveaux» («Коллекционер мозгов») — французский фильм ужасов 1976 года, где под именем Сен-Жермена выступает сумасшедший ученый.
- «Таймлесс» — трилогия немецких фильмов, снятых в 2013-16 гг. по трилогии Керстин Гир.
- «Хранилище 13», эпизод 4x11
- «Николя ле Флок» («Nicolas le Floch»), — французский детективный телесериал, 2008-…, Сен-Жермен как центральный персонаж фигурирует в двух сериях и близок к сложившемуся в легендах описанию.
- «Чужестранка» — американский фантастический телесериал (2014 — н.в.), Сен-Жермен фигурирует в нескольких эпизодах второго сезона.
- «Граница времени» (2015) — российский телесериал, эпизод 1х03.
- «Кастлвания» (2021) — анимационный сериал от Netflix, является одним из персонажей.
- «Мемуары Ванитаса» — манга и анимационный сериал, является одним из персонажей (2х12).
- «Drifters» — манга и аниме, является одним из персонажей.